# Olympische Winterspiele 2022/Teilnehmer (Island)
| Gelbes Symbol für Goldmedaillen mit stilisierten Olympischen Ringen | Graues Symbol für Silbermedaillen mit stilisierten Olympischen Ringen | Braundes Symbol für Bronzemedaillen mit stilisierten Olympischen Ringen |
| ------------------------------------------------------------------- | --------------------------------------------------------------------- | ----------------------------------------------------------------------- |
| —                                                                   | —                                                                     | —                                                                       |

Island nahm an den Olympischen Winterspielen 2022 in Peking teil. Es war die 19. Teilnahme des Landes an Olympischen Winterspielen. Zwei Athletinnen sowie drei Athleten wurden vom ÍSÍ für die Spiele nominiert.

## Teilnehmer nach Sportarten

### Ski Alpin
| Athleten                        | Wettbewerbe  | 1. Lauf | 1. Lauf | 2. Lauf       | 2. Lauf       | Gesamt        | Gesamt        |
| Athleten                        | Wettbewerbe  | Zeit    | Rang    | Zeit          | Rang          | Zeit          | Rang          |
| ------------------------------- | ------------ | ------- | ------- | ------------- | ------------- | ------------- | ------------- |
| Frauen                          |              |         |         |               |               |               |               |
| Hólmfríður Dóra Friðgeirsdóttir | Super-G      | —       | —       | —             | —             | 1:17,41 min   | 32            |
| Hólmfríður Dóra Friðgeirsdóttir | Slalom       | 57,39 s | 43      | 56,48 s       | 36            | 1:53,87 min   | 38            |
| Hólmfríður Dóra Friðgeirsdóttir | Riesenslalom | DNF     | DNF     | ausgeschieden | ausgeschieden | ausgeschieden | ausgeschieden |
| Männer                          |              |         |         |               |               |               |               |
| Sturla Snær Snorrason           | Slalom       | DNF     | DNF     | ausgeschieden | ausgeschieden | ausgeschieden | ausgeschieden |

### Skilanglauf
| Athleten         | Wettbewerbe       | Zeit        | Rang |
| ---------------- | ----------------- | ----------- | ---- |
| Männer           |                   |             |      |
| Snorri Einarsson | 15 km Klassisch   | 41:17,6 min | 36   |
| Snorri Einarsson | 30 km Skiathlon   | 1:22:50,1 h | 29   |
| Snorri Einarsson | 50 km Freier Stil | 1:14:51,6 h | 23   |

| Athleten                                | Wettbewerbe | Qualifikation | Qualifikation | Viertelfinale | Viertelfinale | Halbfinale    | Halbfinale    | Finale        | Finale        | Rang |
| Athleten                                | Wettbewerbe | Zeit          | Rang          | Zeit          | Rang          | Zeit          | Rang          | Zeit          | Rang          | Rang |
| --------------------------------------- | ----------- | ------------- | ------------- | ------------- | ------------- | ------------- | ------------- | ------------- | ------------- | ---- |
| Frauen                                  |             |               |               |               |               |               |               |               |               |      |
| Kristrún Guðnadóttir                    | Sprint      | 3:49,59 min   | 74            | ausgeschieden | ausgeschieden | ausgeschieden | ausgeschieden | ausgeschieden | ausgeschieden | 74   |
| Männer                                  |             |               |               |               |               |               |               |               |               |      |
| Isak Stianson Pedersen                  | Sprint      | 3:11,95 min   | 78            | ausgeschieden | ausgeschieden | ausgeschieden | ausgeschieden | ausgeschieden | ausgeschieden | 78   |
| Snorri Einarsson Isak Stianson Pedersen | Team-Sprint | —             | —             | —             | —             | 21:05,66 min  | 10            | ausgeschieden | ausgeschieden | 19   |